# Îles Vierges britanniques aux Jeux olympiques d'été de 2016
Les Îles Vierges britanniques participent aux Jeux olympiques d'été de 2016 à Rio de Janeiro, au Brésil. Il s'agit de sa 9e participation aux Jeux olympiques d'été.

## Athlétisme

### Homme

#### Concours
| Athlétes     | Compétitions    | Série    | Série | Finale   | Finale  |
| ------------ | --------------- | -------- | ----- | -------- | ------- |
| Athlétes     | Compétitions    | Résultat | Rang  | Résultat | Rang    |
| Eldred Henry | Lancer du poids | 17,07 m  | 34e   | Eliminé  | Eliminé |

### Femme

#### Course
| Athlètes               | Compétitions | Série   | Série | Demi-Finales | Demi-Finales | Finale   | Finale   |
| ---------------------- | ------------ | ------- | ----- | ------------ | ------------ | -------- | -------- |
| Athlètes               | Compétitions | Temps   | Rang  | Temps        | Rang         | Temps    | Rang     |
| Tahesia Harrigan-Scott | 100 mètres   | 11 s 54 | 6e    | Éliminée     | Éliminée     | Éliminée | Éliminée |
| Ashley Kelly           | 200 mètres   | 23 s 61 | 5e    | Éliminée     | Éliminée     | Éliminée | Éliminée |